# Фрунзяска
Фрунзяска (рум. Frunzeasca) — село у повіті Галац в Румунії. Входить до складу комуни Мунтень.
Село розташоване на відстані 194 км на північний схід від Бухареста, 72 км на північний захід від Галаца, 138 км на південь від Ясс, 143 км на схід від Брашова.

## Населення
За даними перепису населення 2002 року у селі проживала 341 особа, усі — румуни. Усі жителі села рідною мовою назвали румунську.